# 280'erne f.Kr.
Århundreder: 4. århundrede f.Kr. – 3. århundrede f.Kr. – 2. århundrede f.Kr.
Årtier: 330'erne f.Kr. 320'erne f.Kr. 310'erne f.Kr. 300'erne f.Kr. 290'erne f.Kr. – 280'erne f.Kr. – 270'erne f.Kr. 260'erne f.Kr. 250'erne f.Kr. 240'erne f.Kr. 230'erne f.Kr.
År: 289 f.Kr. 288 f.Kr. 287 f.Kr. 286 f.Kr. 285 f.Kr. 284 f.Kr. 283 f.Kr. 282 f.Kr. 281 f.Kr. 280 f.Kr.